# Vassil Kirienka
Vassil Kirienka (Rètxitsa, Hòmiel, 28 de juny de 1981) és un ciclista belarús, professional des del 2004 fins al 2020.
Combina la carretera amb el ciclisme en pista, especialitat en la qual es proclamà campió del món de puntuació el 2008. Aquell mateix guanyà una etapa al Giro d'Itàlia, una fita que repetí en l'edició de 2011.
El 2012 es proclamà medalla de bronze al Campionat del Món de contrarellotge disputat a Valkenburg.
El 2015 va guanyar la medalla d'or en contrarellotge a la primera edició del Jocs Europeus, i el Campionat del món en la mateixa especialitat.

## Palmarès en ruta
- 2002
  -  Campió de Belarús en contrarellotge
- 2005
  -  Campió de Belarús en contrarellotge
  - 1r al Trofeu Edil C
  - 1r al Giro del Casentino
  - 1r a la Copa de la Pau
- 2006
  -  Campió de Belarús en contrarellotge
  - Vencedor d'una etapa de la Cursa de Solidarność i els Atletes Olímpics
- 2007
  - Vencedor d'una etapa de la Ster Elektrotoer
  - Vencedor d'una etapa de la Volta a Burgos
- 2008
  - Vencedor d'una etapa del Giro d'Itàlia
- 2011
  - 1r de la Ruta del Sud
  - Vencedor d'una etapa del Giro d'Itàlia
  - Vencedor d'una etapa del Volta al País Basc
- 2012
  -  Medalla de bronze al Campionat del Món de contrarellotge
- 2013
  - Vencedor d'una etapa de la Volta a Espanya
- 2015
  -  Campió del Món de contrarellotge
  -  Medalla d'or als Jocs Europeus en contrarellotge
  -  Campió de Belarús en contrarellotge
  - 1r de la Crono de les Nacions-Les Herbiers-Vendée
  - Vencedor d'una etapa del Giro d'Itàlia
- 2016
  -  Medalla de plata al Campionat del Món de contrarellotge
  - 1r de la Crono de les Nacions-Les Herbiers-Vendée
- 2018
  -  Campió de Belarús en contrarellotge

### Resultats al Tour de França
- 2010. 60è de la classificació general
- 2011. Fora de control (6a etapa)
- 2012. 77è de la classificació general
- 2013. Fora de control (9a etapa)[4]
- 2014. 86è de la classificació general
- 2016. 103è de la classificació general
- 2017. 112è de la classificació general

### Resultats al Giro d'Itàlia
- 2008. 35è de la classificació general. Vencedor d'una etapa
- 2009. 73è de la classificació general
- 2010. 37è de la classificació general
- 2011. 25è de la classificació general. Vencedor d'una etapa
- 2015. 84è de la classificació general. Vencedor d'una etapa
- 2017. 102è de la classificació general
- 2018. Abandona (19a etapa)

### Resultats a la Volta a Espanya
- 2008. 34è de la classificació general
- 2009. 16è de la classificació general
- 2013. 73è de la classificació general. Vencedor d'una etapa
- 2014. 110è de la classificació general
- 2015. 83è de la classificació general
- 2019. Abandona (18a etapa)

## Palmarès en pista
- 2008
  -  Campió del món de puntuació

### Resultats a laCopa del Món
- 2002
  - 1r a Monterrey, en Persecució per equips
- 2004-2005
  - 1r a Manchester, en Puntuació
- 2006-2007
  - 1r a la Classificació general i a la prova de Sydney, en Scratch